# Jielong, Wulong
Jielong (kinesiska: 接龙) är en socken i sydvästra Kina. Den ligger i stadsdistriktet Wulong i storstadsområdet Chongqing, omkring 130 kilometer öster om det centrala stadsdistriktet Yuzhong. Antalet invånare är 4 112. Befolkningen består av 1 939 kvinnor och 2 173 män. Barn under 15 år utgör 22,0 %, vuxna 15-64 år 59 %, och äldre över 65 år 17,0 %.